# Rhipidia punctiplena
Rhipidia punctiplena là một loài ruồi trong họ Limoniidae. Chúng phân bố ở miền Cổ bắc.